# Topeka, Kansas

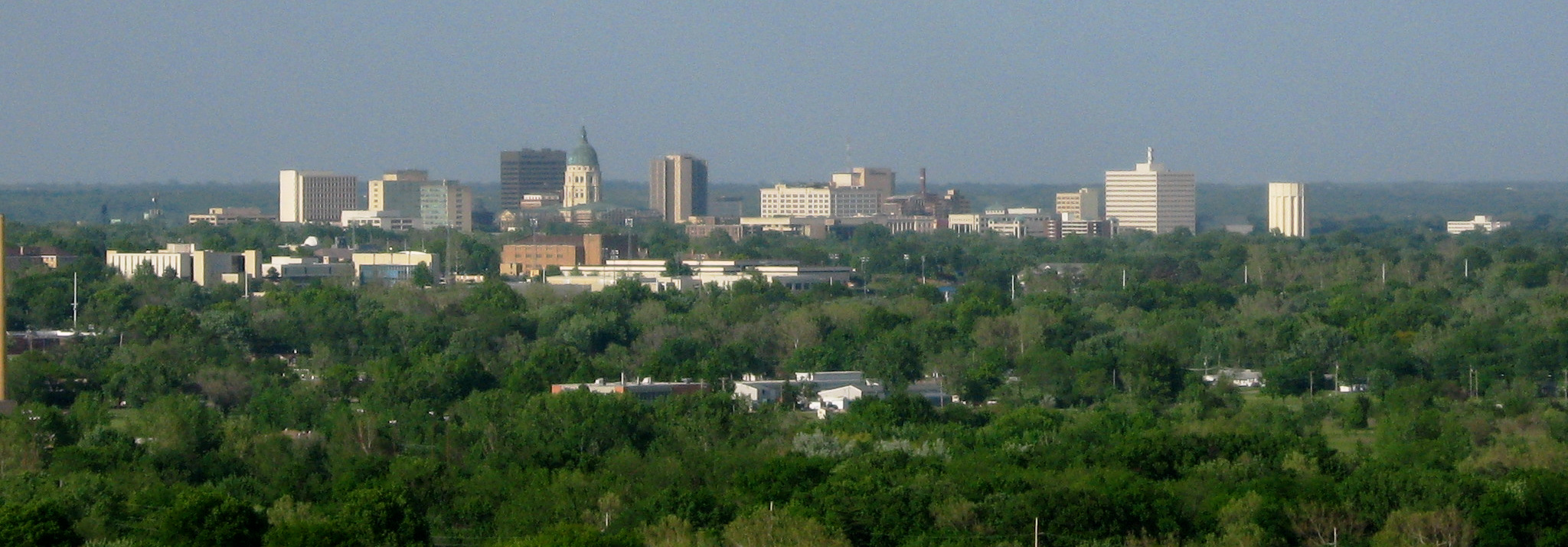
Vedere panoramică a orașului

Topeka este un oraș din statul Kansas, Statele Unite ale Americii (SUA). Topeka este orașul de unde provine formație americană de classic rock și rock progresiv Kansas.

## Personalități născute aici
- Annette Bening (n. 1958), actriță.